# Confusional Quartet (album)
Confusional Quartet è il primo album in studio dell'omonimo gruppo musicale, prodotto nel 1980 dalla Italian Records.

## Tracce
Lato A
1. Orinoco Blues
2. Paranoia
3. Flash
4. Xxx?
5. Trallà papppà
6. Bologna Rock

Lato B
1. Pensione elastica
2. Guerra in Africa
3. Nedbo Zip
4. Beguine sulla Luna
5. Volare
6. Swing
7. Voulez vous de la canne a sucre